# 기고사
기고사(旗告祀)는 매년 일정한 시기에 마을의 상징인 농기(農旗)를 모시고 지내는 제사이다.

## 개요
농촌에서 한 마을을 대표하고 상징하는 농기(農旗)를 세우고 지내는 고사.

## 내용
이 기(旗)는 흔히 농기(農旗), 대기(大旗), 큰기, 용기(龍旗)라 부르며, 깃폭에는 농자천하지대본(農者天下之大本)·능사사명(能師司命)·신농유업(神農遺業) 등 농사의 이념이나 농신(農神)과 관련한 글귀를 묵서(墨書)해 두거나 용(龍)을 그린다.
기고사는 호남과 충청의 일부 지역에서 행해지는데, 특히 평야 지대의 논농사를 하는 마을에서 주로 모셔진다. 농사에 대한 의존도가 높은 이들 지역의 마을에서 농기에 대한 종교적 신앙과 그 상징성이 더욱 강조되는 것이다.
기고사는 음력 정초 또는 보름날 새벽 먼동이 트는 시점에 맞추어 마을 입구나 부잣집 마당 또는 우물 옆, 제관 집 앞에 농기를 우뚝 세움으로써 시작된다. 이에 앞서 제상은 미리 준비해 둔다. 제관은 제상 앞에 무릎을 꿇고 약식화된 유교식 제사로 고사를 올린다. 마을 사람 모두가 참여하지는 않고, 제관들만이 조용하게 고사를 모시기도 하지만, 전 주민이 참여하기도 한다. 일단 세워둔 농기는 2월 초하루가 되어야 내린다. 기가 세워진 이 기간은 모처럼 맞은 정월의 휴한기이다. 2월 초하루가 지나면 본격적인 농사철로 접어든다. 본격적인 농번기를 앞두고 모처럼 휴식을 취한다. 그러므로 기고사는 놀이기간의 시작과 끝을 상징하는 매개물인 동시에 한 해 농사에 대한 관심이 집중되는 기회를 제공한다.
흔히 기고사는 동제(洞祭) 차원에서 모신다. 농기에 대하여 고사를 지내고 일정 기간 세워 놓는 것은 농기가 마치 마을의 주신과 같은 의미를 갖고 있음을 시사한다. 그리고 마을의 어떤 공동체제의보다도 기고사에는 풍농의 의미가 전제되어 있다.
모든 동제가 하루에 끝나고 새날에 바뀌는 자시(子時)에 이루어지나 기고사는 먼동이 트는 새벽에 올리는 유일한 마을공동체제의이다. 곧 기고사는 한 마을의 농사의 중심이며 상징인 농기를 동신(洞神)으로 신격화하여 고사를 모심으로써 한 해 농사의 성공을 보장받으려는 동제의 한 유형이다.
기고사는 보통 매년 정월대보름에 거행된다. 간혹 특별한 연원으로 인하여 연행 날짜가 다른 경우도 있지만 정월대보름인 경우가 일반적이다. 대보름이 가까워 오면 마을에서는 동계(洞契)회의를 열어 기고사 연행 준비를 시작한다. 기고사를 연행할 고사 집을 선정하는 것이 우선이다.
고사 집의 경우 그 마을에서 비교적 부농(富農)에 속하는 집이 선정되는 경우가 많았다. 많은 사람이 모일 수 있는 너른 마당, 고사상에 올릴 제물과 모인 사람들을 위한 음식 장만이 가능한 큰 부엌 등 어느 정도 규모가 있는 집이어야 고사를 준비하고 연행하는 데 용이했기 때문이다. 고사에 들어가는 제물과 음복 음식을 마련하는 것도 동계의 자금과 마을 구성원의 추렴으로 해결하지만, 일정 부분은 기고사를 연행하게 된 집에서 도움을 받는 것도 동계 입장에서 이롭기도 할 뿐더러 부농 입장에서도 한 해 농사를 앞두고 품을 얻어야 할 이들을 거두어 먹이는 기회가 될 수 있었다.
고사 집을 선정하는 데 있어서 주의해야 할 사항이나 선정된 고사 집 주인이 지켜야 할 금기 등은 일반적인 마을 제의 제관들의 경우와 대동소이하다. 고사 집이 선정되면 미리 그 집 마당에 농기를 모시고 금줄을 쳐서 외부인의 출입을 통제한다.
기고사의 고사상에 오르는 제물은 지역적으로 차이는 있겠지만 보통 삼색실과, 삼색나물, 돼지머리, 떡(시루) 등이 쓰인다. 고사의 연행은 유식(儒式) 제의 절차를 따르는 경우가 많다. 미리 선정한 초헌관의 헌작(獻爵)이 있은 뒤 독축이 이어지고 아헌례와 종헌례, 소지(燒紙)와 음복 순으로 고사를 마친다. 경우에 따라 단작(單爵)과 삼작(三爵)의 차이가 있을 수 있고, 제차가 단순화되어 독축 없이 헌작과 재배만으로 끝내는 경우도 있다. 고사가 끝나면 소지를 올린다. 이때 축문을 소지하는 경우도 있고 따로 소지종이를 준비하기도 한다. 모든 절차가 끝나면 마을 사람들이 어울려 제물을 나누어 음복하고 준비된 음식을 즐기며 한바탕 잔치를 벌인다.
마을에 따라 유교식 제사 방법을 따르지 않고 풍장굿 형태로 기고사를 연행하는 곳도 있다. 농기 앞에 제물을 진설하고 술을 올린 다음 풍장패의 한바탕 연주 뒤에 상쇠의 고사덕담이 이어진다. 덕담은 한 해 동안 마을의 무탈(無頉)과 생업의 번성을 비는 내용이다. 덕담이 이어지는 동안 마을 사람들이 잔을 올리고 절을 하며 고사에 참여한다. 기고사가 끝나면 농기는 바로 내리지 않고 고사 집에 그대로 세워 둔다. 간혹 날씨가 궂어 기가 상할 우려가 있으면 곧바로 내려서 정리하는 경우도 있지만 대부분 이월 초하루까지 고사를 지낸 집 마당에 세워 둔다.

## 참고 문헌
- 大田～唐津間 高速道路 建設豫定地域內 考古遺蹟 地表調査·民俗調査 報告書, 1995년
- 농민의 자부심,농기, 농협중앙회, 농업박물관, 2009
- 한국세시풍속사전-정월, 국립민속박물관, 2004
- 한국의 두레, 국립민속박물관, 1994
- 민속박물관 사람들의 세시풍속현장조사6년 DVD, 국립민속박물관, 2008